# Университет Вашингтона и Ли
Университет Вашингтона и Ли (англ. Washington and Lee University) — американский частный гуманитарный университет в городе Лексингтон, штат Виргиния. Ведущий британский журнал The Economist назвал Вашингтон и Ли лучшим университетом Соединённых Штатов, отметив наивысшие зарплаты после окончания университета и возможности нетворкинга с выпускниками и престижными работодателями.  В 2020 году в рейтинге лучших гуманитарных вузов США по версии U.S. News & World Report Университет Вашингтона и Ли занял 9-е место
Основан в 1749 году, один из 9 старейших университетов Соединённых Штатов. Университет располагает кампусом в 325 акров (4046 м²), который находится в самом центре Лексингтона и упирается в территорию кампуса Виргинского военного института в долине Шенандоа между Голубым хребтом и Аллеганскими горами, находится примерно в 80 километрах от города Роанок (штат Виргиния), в 225 км от города Ричмонд (штат Виргиния) и в 289 км от Вашингтона, округ Колумбия.
В Университете Вашингтона и Ли существует школа права, которая занимает одну из ведущих позиций в национальной рейтинге американских школ права (31-е место).

## История
Классическая школа, из которой вырос Университет Вашингтона и Ли, была основана в 1749 году шотландско-ирландским пресвитерианским пионером и вскоре была названа Академией Аугуста (англ. Augusta Academy), около 20 миль (32 км) к северу от его текущего местоположения. В 1776 году в порыве революционного пыла школа была переименована в Холл Свободы англ. Liberty Hall. Академия переехала в Лексингтон в 1780 году, когда она получила чартер Конгресса в качестве Liberty Hall Academy, и построила свой первый учебный центр недалеко от города в 1782 году. Академия вручила первую степень бакалавра в своей истории в 1785 году.
Liberty Hall, как говорят, приняла своего первого афроамериканского студента в 1795 году. Им был свободный чёрный Джон Чавис. Чавис многого добился в своей жизни. Он участвовал в боевых действиях в Американской революции, учился в Liberty Hall и в Колледже Нью-Джерси (ныне Принстонский университет), был рукоположен пресвитерианским министром, открыл школу, в которой вместе учились белые и бедные чернокожие в Северной Каролине. Он, как полагают, стал первым чёрным студентом, который поступил в высшее учебное заведение в Соединённых Штатах, хотя он так и не получил степень. Университет Вашингтона и Ли принял своего второго чернокожего студента в 1966 году в юридическую школу.
В 1796 году Джордж Вашингтон выделил академии $ 20000 и землю в James River and Kanawha Canal, в то время это было самым щедрым пожертвованием для учебного заведения в Соединённых Штатах. Подарок Вашингтона продолжает давать университету почти $ 1,87 в год на каждого студента. Подарок спас Liberty Hall от почти стопроцентного банкротства. В благодарность, попечители изменили название школы в Академию Вашингтона; в 1813 году он был переименован в Вашингтон-колледж. 8-метровая статуя Джорджа Вашингтона, созданная Мэттью Кале и известная как Старый Джордж, была водружена на вершину Вашингтон-холла на историческую колоннаду в 1844 году в память о даре Вашингтона. Статуя сделана из бронзы; оригинальная деревянная статуя была восстановлена, и в настоящее время расположена в библиотеке университета.
Кампус принял свою нынешнюю архитектурную форму в 1820-е годы, когда местный купец, «Жокей» Джон Робинсон, необразованный ирландский иммигрант, пожертвовал средства на строительство центрального здания. Для празднования посвящения в 1824 году, Робинсон поставил огромную бочку виски, которую он намеревался открыть для высокопоставленных лиц при исполнении служебных обязанностей. Но в соответствии с современной историей, чернь, прорвавшаяся сквозь барьеры, создала столпотворение, которое закончилась только тогда, когда чиновники колледжа разбили бочку виски топором. Судья Верховного суда штата Виргиния, Алекс М. Харман-младший, воссоздал этот эпизод в 1976 году для освящения нового здания юридической школы, имея несколько бочек импортного виски (без несчастного случая). Робинсон также оставил своё имение Вашингтон-колледжу. В состав этого имения входили 70-80 рабов. До 1852 года университет не пользовался трудом порабощённых и, за некоторыми исключениями, не продавал их. В 2014 году Университет Вашингтона и Ли присоединился к публичным извинениям за участие в укреплении института рабства, наряду с такими колледжами, как Гарвардский университет, Брауновский университет, Виргинский университет и Колледж Вильгельма и Марии.
Во время гражданской войны студенты Вашингтон-колледжа подняли флаг Конфедерации в поддержку отделения Виргинии. Студенты сформировали добровольческий полк Liberty Hall, в рамках создания Бригады Каменной Стены под командованием генерала Стоунуолла Джексона и прошли маршем до Лексингтона. Позже во время рейда Хантера, капитан армии Союза Генри А. дю Пон отказался уничтожить колоннаду из-за установленной на ней статуи Джорджа Вашингтона (Старый Джордж).

## Годы Ли
После гражданской войны генерал Роберт Ли отклонил несколько финансово соблазнительных предложении о работе, которые бы просто торговали его именем, а вместо этого принял пост президента колледжа по трём причинам. Во-первых, он был суперинтендантом Военной академии США, так что работа в системе высшего образования была ему знакома. Во-вторых, и что было более важно, он считал, что это положение, при котором он мог бы на самом деле внести свой вклад в примирение нации. В-третьих, семья Вашингтон были его родственниками: его жена была правнучкой Марты Вашингтон и Ли долго смотрел на Джорджа Вашингтона как на героя и образец для подражания, поэтому неудивительно, что он принимает приглашение на должность президента колледжа, названного в честь первого президента.
Возможно лучшим достижением Ли было превращение небольшой, не особо выдающейся латинской академии в перспективное высшее учебное заведение. Он учредил первые курсы журналистики (которые были ограниченными и длились всего несколько лет), инженерные курсы, бизнес-школу и юридическую школу по убеждению, что эти занятия должны быть тесно и неразрывно связаны с семью свободными искусствами.

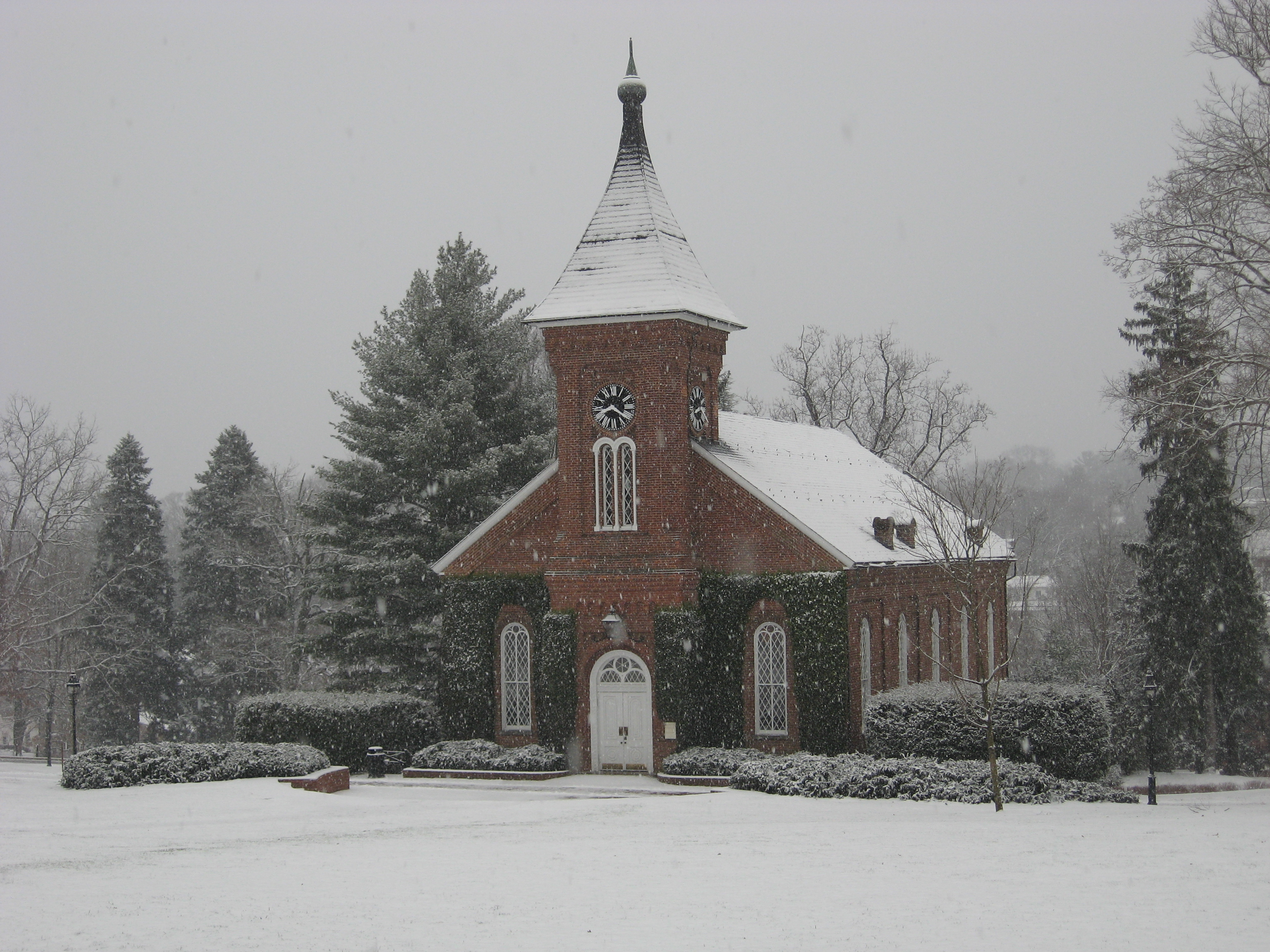
Часовня Университета Вашингтона и Ли. Построенная в 1867-1868 годах при жизни генерала Ли. После его смерти, генерал Ли был похоронен в этой часовне в 1870 году. В часовне происходят главные события в университетской жизни, как посвящение в студенты или выступления известных общественных и международных лидеров.

Ли был также отцом системы чести в Вашингтон-колледже, которая существует до сих пор. Мечтающий о восстановлении национального единства, он успешно принимал студентов как с Севера, так и с Юга.
Роберт Ли умер 12 октября 1870 года. Он находился на посту президента Вашингтон-колледжа в течение пяти лет. Название колледжа было почти сразу же изменено на Университет Вашингтона и Ли, связывая имя Ли с Вашингтоном. Девиз университета, лат. Nōn Incautus Futūrī, что означает «Не обращая внимания на будущее», является адаптацией девиза семьи Ли. Сын Ли, Джордж Вашингтон Кастис Ли, унаследовал у своего отца пост президента университета. Генерал Ли и бо́льшая часть его семьи, в том числе его жена, семеро детей и его отец, герой войны за независимость Генри Ли, похоронены в часовне Ли на территории кампуса, которая обращена в сторону Antebellum-зданий колледжа. Любимая лошадь Роберта Э. Ли Бродяга похоронена снаружи, возле стены часовни.

## Репутация и рейтинги
Британский The Economist подчеркивает, что "ни один другой колледж не сочетает в себе камерную академическую обстановку и обширную учебную программу гуманитарного университета с мощной сетью связей старой школы". Университет известен своим элитаризмом, который выражается в высокой селективности (17% приёма), наибольшем в США проценте студентов, вовлеченных в закрытые и тайные студенческие организации и небольшом размере самого университета. Вашингтон и Ли занимает третье место среди всех престижных университетов США по среднегодовому доходу родителей студента, 261 000$ в год, и более чем 80% студентов университета входят в 20% богатейших американцев.  В рейтинге 2023 года, лидирующая американская газета The Wall Street Journal назвала Университета Вашинтона и Ли первым во всей стране по карьерной подготовке и возможностям для учёбы, первым среди всех гуманитарных университетов по условиям для образования и удовлетворению студентов.

Университет так же имеет щедрую система финансовой поддержки, полностью удовлетворяя продемонстрированные финансовые потребности каждого поступившего исключительно за счет грантов и трудоустройства студентов, без кредита на образование. Эта система поддержки сохраняется не только для американских граждан, но и для международных студентов.

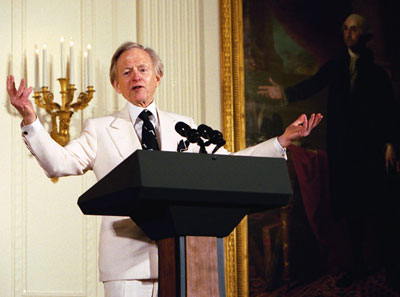
Том Вулф, американский журналист и писатель, выпускник Университета Вашинтона и Ли

## Исторические названия
- Академия Аугуста (англ. Augusta Academy) (1749—1776)
- Академия Холла Свободы (англ. Liberty Hall Academy) (1776—1796)
- Академия Вашингтона (англ. Washington Academy) (1796—1813)
- Вашингтон-колледж (англ. Washington College) (1813—1870).

## Знаменитые выпускники и преподаватели
См.: Категория:Выпускники Университета Вашингтона и Ли и Категория:Преподаватели Университета Вашингтона и Ли